# Humbert van Genève
Humbert van Genève (overleden rond 1225) was van 1195 tot aan zijn dood graaf van Genève.

## Levensloop
Humbert was de zoon van graaf Willem I van Genève en diens eerste echtgenote Agnes, dochter van graaf Amadeus III van Savoye. 
In 1195 volgde hij zijn vader op als graaf van Genève. Tijdens zijn regering voerde hij een trouwe politiek tegenover het huis Savoye, dat de naburige gebieden van het graafschap Genève bestuurde.
Humbert stierf rond 1225, waarna hij als graaf van Genève opgevolgd werd door Willem II. Hierbij omzeilde Willem II de erfrechten van Humberts zonen Peter en Ebal. Nadat de broers uit Genève verdreven waren, gingen ze in dienst aan het hof van koning Hendrik III van Engeland en diens echtgenote Eleonora van Provence.

## Huwelijk en nakomelingen
Humbert was gehuwd met een vrouw wier identiteit onbekend gebleven is. Ze kregen de volgende kinderen:
- Peter, huwde met Mathilde, dochter van heer Walther de Lacy
- Ebal
- Alix, huwde met Rudolf van Grésier, zoon van Rudolf van Faucigny